# Christian Kappe

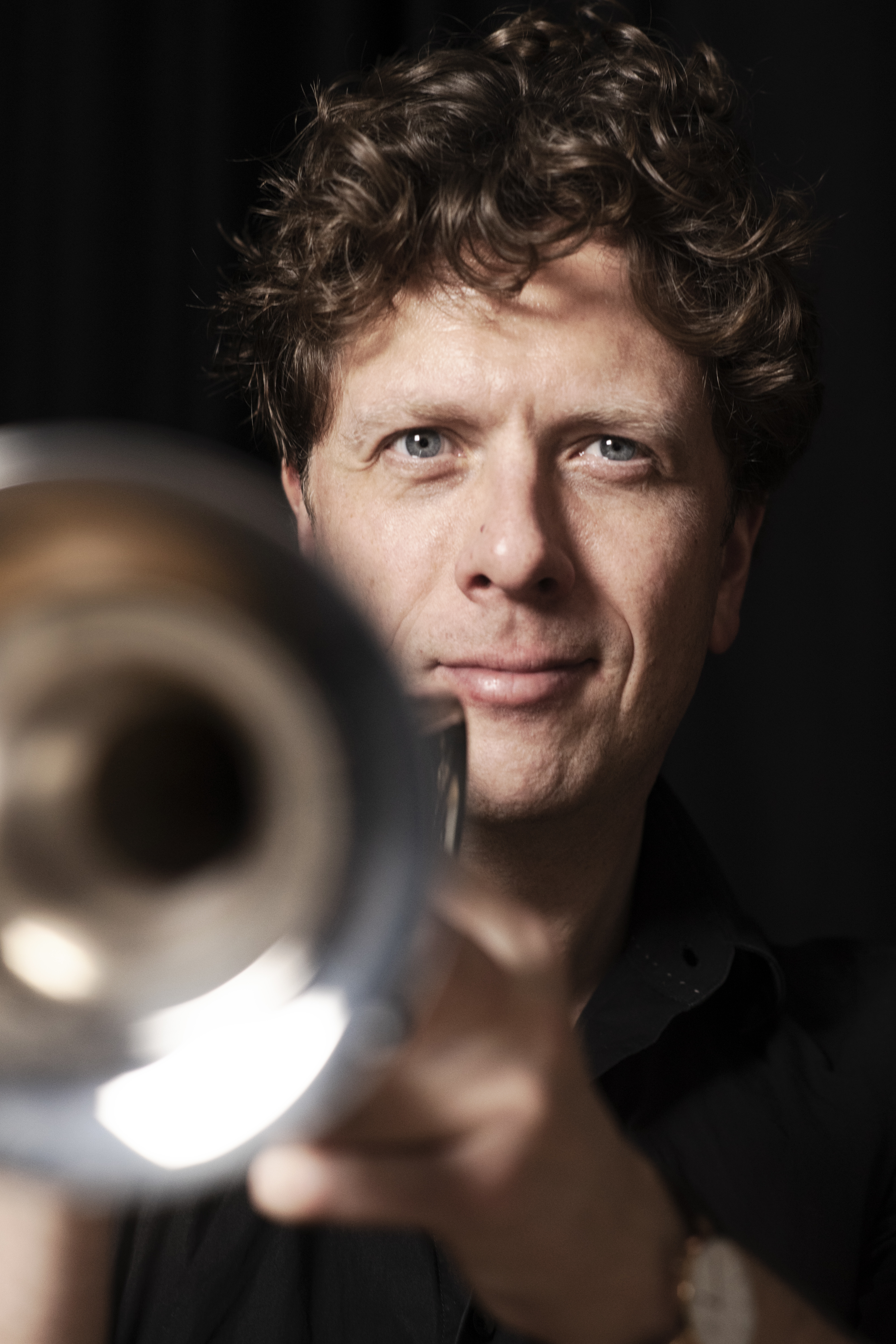
Trompeter & Flügelhornist Christian Kappe

Christian Kappe (* 1971 in Paderborn) ist ein deutscher Jazzmusiker (Trompete, Flügelhorn), Komponist, Arrangeur und Musikpädagoge.

## Leben und Wirken
Kappe studierte Jazztrompete mit klassischem Nebenfach am Koninklijk Conservatorium Den Haag und am Rotterdams Conservatorium bei Ack van Rooyen, Jarmo Hoogendijk, Eric Vloeimans und At van Zon, wo er 1997 als Diplom-Instrumentalmusikpädagoge abschloss. Ein Jahr später legte er außerdem auch das Konzertexamen ab. Weiteren Unterricht erhielt er in Meisterkursen u. a. bei Uli Beckerhoff, John Abercrombie, Markus Stockhausen, John Taylor und Kenny Wheeler. Eine seine ersten Stationen war 1994–1997 das Bundesjazzorchester unter der Leitung von Peter Herbolzheimer.
Im Rahmen eines Stipendiums 1995 erhielt er Theorie- und Kompositionsunterricht bei Ed Tomassi und Greg Hopkins am Berklee College of Music in Boston und konnte in renommierten Berklee-Ensembles mitwirken. Mit dem Florian Zenker-Christian Kappe 4 tet gewann er den Internationalen Niederländischen Nachwuchswettbewerb 1997 in Leeuwarden und veröffentlichte mit dem 4 tet mehrere Alben. Er konzertierte u. a. auf dem North Sea Jazz Festival und den Jazzfestivals in Bogotá, Leverkusen, Warschau, Madrid und Moskau. Beim Internationalen Jazzwettbewerb in Bilbao (Spanien) gewann er 1999 eine CD-Produktion und wurde vom Publikum zum besten Solisten gewählt. In den vergangenen Jahren spielte Kappe unter der Leitung von Slide Hampton, Hugh Fraser und Ian McDougall in Big Bands in Vancouver und Victoria, Kanada. Mit dem Christof Griese –Christian Kappe Quintett, gewann Kappe 2005 den ersten Preis beim Jazz & Blues Award in Berlin. Mit dem Brenken – Kappe Quartett gewann Kappe den 1. Preis beim Jazzpreis Ruhr 2011.
Zusätzlich zu seinem Spiel mit der Band des Percussionisten Trilok Gurtu und der Organistin Barbara Dennerlein ist Kappe auch festes Mitglied der Band Hotlips von Jasper van’t Hof. Weitere Formationen sind das Marc Brenken–Christian Kappe Quartett, das Trio Cartouche mit Philipp van Endert (Gitarre) und André Nendza (Bass) sowie seit 2009 das Trio 'Christian Kappe & Cru Sauvage' mit Kai Brückner (Gitarre) und Burkhard Jasper (Piano). Außerdem ist Kappe häufiger mit der Gruppe der Sängerin Eda Zari und dem Percussionisten Rhani Krija aktiv.
Kappe wirkte auch bei verschiedenen „Lyrik & Jazz“–Produktionen, u. a. mit Peter Rühmkorf und der RBB-Produktion vom „Tim Sund & The Mightiest Ever“ mit. Die Fachzeitschrift Jazzpodium bezeichnete Kappe als einen der besten Jazztrompeter in Deutschland.
Kappe unterrichtet an der Carl von Ossietzky Universität Oldenburg die Fächer Jazztrompete, Ensembleleitung, Ensemblespiel und leitet die Uni Big Band Oldenburg. Außerdem lehrt Kappe an der Musikhochschule Münster und dem Institut für Musikpädagogik der Universität Münster. Von 2000 bis 2005 unterrichtete Kappe an der Hochschule für Musik und Theater „Felix Mendelssohn Bartholdy“ Leipzig. Neben den Unterrichtsfächern Trompete, Improvisation, Ensemble, Big Band, Improvisation und Musikgeschichte hält Kappe auch verschiedene Workshops in Deutschland und in Los Angeles ab. Von der Gründung 2009 leitete Christian Kappe UniJAZZIty, das Kinder- und Jugendjazzorchester Westfalen (WDR Jazzpreis 2016) bis 2022.
Kappe lebt in Münster und ist verheiratet.

## Diskographie (Auswahl)
- Christian Kappe & Cru Sauvage: Volume 1 mit Burkhard Jasper & Kai Brückner
- Philipp van Endert & Cartouche
- Jasper van’t Hof: Live at Quasimodo
- Jasper van’t Hof: Neverneverland
- Tim Sund: Butterfly Effect, The Music of Herbie Hancock
- Peter Rühmkorf: Jazz & Lyrik, Hoffmann & Campe / ECM
- Christian Kappe & Cru Sauvage: Heinrich Schürmann 'Ick' (Jazz & Lyrik) mit Georg Bühren und Hannes Demming
- Marc Brenken & Christian Kappe 4tet: More Short Stories
- Niko Schäuble: Es Geht!
- Christof Griese – Christian Kappe Quintett: Floating
- Marc Brenken – Christian Kappe Quartett: Eight Short Storys
- K. Stephanie: A Word Before You Go
- Hans – Martin Limberg & Christian Kappe: Cosmic Waltz
- Jazz & Lyrik: August Stramm, Andreas Ramstein, Marc Brenken, Christian Kappe
- Jazz & Lyrik: Reinhard Döhl mit Andreas Ramstein, Christian Kappe, Marc Brenken
- Florian Zenker/Christian Kappe 4tet: It's Green
- Florian Zenker / Christian Kappe 4tet: Getxo Jazz '99